# Ibrahim Camara (Judo)
Pour les articles homonymes, voir Camara.
Ibrahim Camara est un judoka guinéen.

## Carrière
Il a participé à l'épreuve masculine des poids extra-légers aux Jeux olympiques d'été de 1980,.